# Aripeka (Floride)
Aripeka est une census-designated place du comté de Hernando, dans l'État de Floride, aux États-Unis,. En 2020, elle compte une population de 320 habitants.